# Senequerim-João de Vaspuracânia

O Reino de Vaspuracânia, 908-1021

Senequerim-João ou Senequeribe João (Sennecherib Jean ou apenas Senekerim) (960 - 1027) foi o 6º e último rei de Vaspuracânia, Arménia entre 1003 e 1021 e Senhor de Restúnia. Foi igualmente rei de Sebaste em 1021.
Foi irmão de Deranik e o seu governo foi no tempo do imperador Basílio II Bulgaróctono (958 - 15 de dezembro de 1025).
Com a morte de seu pai, Abuchal Amazaspes em 968, o reino deste foi dividido entre os seus três filhos, e Asócio Isaque, como o mais velho, manteve o título real e a soberania sobre seus irmãos mais novos. Com a sua morte, o poder real foi usurpado pelo segundo irmão, Gurgenes-Cacício, que reinou como rei até sua própria morte em 1003. Perante estes acontecimentos, Senequerim-João veio a deter o poder sobre os seus sobrinhos e coroou-se rei.

## Relações familiares
Foi filho de Abusal Amazaspes III (920 - 968), rei de Vaspuracânia, Casou com Kouschkousch, filha de Cacício I da Arménia, de quem teve:
1. Arzerúnio da Arménia, Princesa armênia (c. 1000 -?) casada com Mendo Alão[2] (cerca de 1000, Bretanha — cerca de 1050, Bragança), Senhor da vila de Bragança, actual cidade de Bragança, Portugal;
2. Davi da Arménia (? - 1037), príncipe de Sebaste, uma filha casada com o rei de Cacício II da Arménia (1026 - 1076)[3];
3. Atom da Arménia, príncipe de Sebaste, foi assassinado em 1080 pelos bizantinos;
4. Abuchal de Arménia, assassinado em 1080;
5. Constantino da Arménia, foi assassinado em 1080;
6. Colete da Arménia;
7. Maria de Vaspuracânia[4] casada com o rei Jorge I da Geórgia.